# Кайрате
Кайрате (итал. Cairate) — коммуна в Италии, располагается в провинции Варесе области Ломбардия.
Население составляет 7570 человек (на 2004 г.), плотность населения составляет 664 чел./км². Занимает площадь 11 км². Почтовый индекс — 21050. Телефонный код — 0331.
Покровителем коммуны почитается Пресвятая Богородица, празднование 7 октября.